# Statista
Statista是一个在线的统计数据门户。它提供了来自各主要市场、國家和民意调查的数据，其數據主要来自商业组织和政府机构。它的主要使用語言為英文，也擁有德语、西班牙語和法語版本。作为世界上最成功的统计数据库之一，该平台上的计数从超过18,000来源80,000话题超过2,000,000的统计数据。

## 简介
Statista提供统计和调查數據與資料，結合条形图和表格來反應结果并把所有信息可視化。主要的经营模式是提供企业客户，教育工作者和研究人员访问的量化数据平台。这包括，例如，在数据的广告，消费者行為，各國市場和產業或独立的业务领域。它們对超過50個國家和地區的市場和产业進行类别，如电子商务和邮购贸易，媒体与广告，教育，醫療，汽車，煙酒等上百個主題，每個市場和產業有上百個更細的分類以便用戶更有效率地查找資料。
最初是通过广告资助的免费服务，很多的统计数据现已對付費帐户的拥有者完全開放和下載。目前全球有大約300萬用户，其中約20萬為付費賬戶，其主要用戶為大型跨國企業、顧問公司、媒體、研究性大學與學術機構等。它們還提供各市场的展望與五年預測，其中也包括了市場、人口和经济数据等。
除了过百万的统计數據資料，该网站还拥有一个研究数据库，為用戶提供委托研究。

## 资料图
自2011年年底，该网站有一个獨家服务，提供每日最新的信息图表和市場圖表給媒体和技术領域使用。这些图表由多個媒體和网站使用，例如New York Times, Wall Street Journal, Mashable，Business Insider, VentureBeat等。

## 历史
据公司资料，Statista由两名來自德國的企业家和大學教授于2007年成立，现有约500位统计专家和數據專家在其德国总部。进一步的办事处设在纽约、伦敦、馬德里、巴黎。除了歐洲，大洋洲和北美洲市場，目前也進一步扩展到了亞洲。网站Statista.com（曾用网址Statista.org）自2008年5月以来，合作伙伴和门户包括 Nielson、 Scarborough、 IPSO、 Mackenzie、 Deloitte, Ernst & Young、 德国经济研究所、阿伦斯巴赫研究所的Einzelhandelsintitut EHI、商业信息服务，以及商業出版集团和道琼斯出版集团等。 在德國Statista連續9年被选为德国最佳線上數據庫，并赢得了德国金融时报最佳數據庫稱號。2010年公司被德國“創意國家”組織評為最佳學術資料庫，并获得欧洲红鲱鱼奖。2014年，图书馆杂志还授予Statista最佳统计數據門戶称号。该公司的增长在过去几年中一直遠高於所有其他同業競爭者。2016年，Statista已经服务超过100万的注册用户，并每月约有800万网站訪問量。